# PCD (álbum)
PCD — abreviatura de "Pussycat Dolls" — es el álbum debut del grupo femenino estadounidense The Pussycat Dolls, lanzado por A&M Records el 13 de septiembre de 2005 en los Estados Unidos. La mayor parte del álbum fue producida por Ron Fair Tal Herzberg y con otros productores incluidos Timbaland, Cee-Lo Green, will.i.am, y Rich Harrison, entre otros. El álbum incorpora géneros como el Pop, dance y R&B, con influencias de jazz y versiones de otras canciones. El álbum fue un éxito comercial, y ha pasado a vender más de siete millones de copias en todo el mundo. El grupo salió de gira junto a Gwen Stefani y han citado, entre sus influencias, Stefani, Janet Jackson, Paula Abdul y M.I.A.
El álbum recibió críticas generalmente mixtas por los críticos de la música, quienes se concentraron más en las versiones de las canciones que contenía el álbum. El álbum recibió varios premios y nominaciones, así como una nominación al Grammy por "Mejor Interpretación Vocal Pop por un Dúo o Grupo" por el sencillo "Stickwitu". Comercialmente, debutó en la quinta posición del Billboard 200 en los Estados Unidos y hasta la fecha, ha sido certificado doble platino por la RIAA tras vender más de 2.9 millones de copias solo en el país. También entró al top 10 de países como Australia, Canadá, Irlanda, Reino Unido y el primer puesto en Nueva Zelanda. El disco se convirtió en uno de los álbumes más vendidos de la década del 2000 — 09 en el Reino Unido, tras vender 1.25 millones de copias en el país. Hasta junio de 2008, PCD tenía vendidos 10 millones de ejemplares en todo el mundo.
Seis sencillos fueron lanzados, entre el 2005 y 2006; El primero de estos "Don't Cha" fue publicado en abril de 2005 y se convirtió en todo un éxito a nivel mundial, llegando al número uno de 15 países y al segundo puesto del Billboard Hot 100 en Estados Unidos. Hasta el momento "Don't Cha" es el sencillo de mayor éxito comercial para el grupo, con ventas de 2.2 millones en Estados Unidos y más de 6 a nivel mundial. Posterior a esto, fueron lanzados Stickwitu y Buttons, ambos alcanzaron los cinco primeros de varios países en todo el mundo. Los sencillos "Beep", "Wait a Minute" y "I Don't Need a Man" obtuvieron un rendimiento moderado en las listas. The Pussycat Dolls interpretó varias canciones de PCD durante una serie de espectáculos, sobre todo durante los premios MTV Europe Music Awards y American Music de 2006. Además se llevó a cabo el PCD Tour (2005-06) el cual tuvo de soporte dos giras más, Honda Civic Tour (2006) y Back to Basics Tour (2006) de Christina Aguilera.

## Crítica
El álbum recibió críticas generalmente mixtas. Bill Lamb de About.com declaró: "Su primer álbum de larga duración demuestra que "Don't Cha" no fue una casualidad. El álbum incluye varias canciones muy buenas dance-pop. [...] PCD tiene una serie de canciones dance-pop de alta calidad en su conjunto"." Stephen Thomas Erlewine de AllMusic comentó sobre Scherzinger declarando, "PCD, y su artificialidad se hace clara: la primera página dice:" Todos los de plomo y coros de Nicole Scherzinger, [...] No hay ningún pretexto que Kimberly, Carmit, Ashley, Melody y Jessica [...] proporcionan un poco de caramelo a la vista para un grupo que tiene que ver con los efectos visuales". ". Elysa Gardner de  USA Today , dijo: "Scratch pasado los insípidas letras de este debut, y descubrirá que la cantante Nicole Scherzinger y al menos un par de sus compañeras Dolls tienen voces suaves. [...] ¿Quién dice que la hierba gatera no puede tener un pequeño bocado? ".

## PCD Tour
Desde noviembre de 2006, a enero de 2007, Pussycat Dolls hicieron su PCD World Tour con Rihanna cómo apertura. El 4 de febrero de 2007, Pussycat Dolls se presentaron en Manchester Evening News Arena en un concierto que fue grabado y luego publicado en MSN Music.
Pussycat Dolls también hicieron un tour en Norteamérica en apoyo por Christina Aguilera por su tour Back to Basics, con Danity Kane y NLT. También estuvieron en el Festival Cokelive, In Burcharest, Rumania y Reino Unido.

## Lista de canciones
1. "Don't Cha" (con Busta Rhymes)  - 4:34
2. "Beep" (con will.i.am) - 3:48
3. "Wait a Minute" (con Timbaland) - 3:41
4. "Stickwitu"  - 3:26
5. "Buttons" - 3:45
6. "I Don't Need a Man" - 3:39
7. "Hot Stuff (I Want You Back)" - 3:46
8. "How Many Times, How Many Lies" - 3:55
9. "Bite The Dust" - 3:32
10. "Right Now" - 2:27
11. "Tainted Love"/"Where Did Our Love Go" - 3:25
12. "Feelin' Good" - 4:19

### Bonus Track Internacionales
1. "Sway" - 3:12
2. "Flirt"- 2:56
3. "We Went as Far as We Felt like Going" - 3:50
4. "Don't Cha" (versión en vivo) (Edición Japonesa) - 3:32

### Wal-Mart Bonus Track
1. "Buttons" (con Snoop Dogg) – 3:52
2. "Wait a Minute" (ringtone) – 0:30
3. "He Always Answers" (ringback tone) – 0:40
4. "Vibrate off the Table" (ringtone) – 0:39
5. "Freaky Fun Message" (voicemail ID) – 0:19
6. "Buttons" (live video)
7. PCD cell phone wallpapers

### Tour Edition Bonus Track CD
1. "Sway" – 3:12
2. "Flirt" – 2:56
3. "Stickwitu" (Avant Mix) (featuring Avant) – 3:18
4. "Buttons" (Final Edit) (featuring Snoop Dogg) – 3:52
5. "Don't Cha" (More Booty Mix) (featuring Busta Rhymes) – 4:48
6. "Hot Stuff (I Want You Back)" (Remix) – 4:36
7. "He Always Answers" (Ringback Tone) – 0:40
8. "Vibrate off the Table" (Ringtone) – 0:39
9. "Freaky Fun Message" (Voicemail ID) – 0:19
10. "PCD" (Text Alert) – 0:06

## Versiones
Siete canciones (incluyendo bonus tracks) en el álbum son versiones:
1. "Don't Cha" - Tori Alamaze
2. "Hot Stuff (I Want You Back)" - Donna Summer/Siobhan Fahey
3. "Right Now" - Mel Tormé/The Creatures
4. "Tainted Love/Where Did Our Love Go" - Gloria Jones/The Supremes/Soft Cell
5. "Feeling Good" - Nina Simone
6. "Sway" (Bonus Track) - Dean Martin
7. "We Went as Far as We Felt like Going" (Bonus Track) - Labelle